# 381 Myrrha
381 Myrrha је астероид са пречником од приближно 120,58 km.
Афел астероида је на удаљености од 3,526 астрономских јединица (АЈ) од Сунца, а перихел на 2,913 АЈ.
Ексцентрицитет орбите износи 0,095, инклинација (нагиб) орбите у односу на раван еклиптике 12,525 степени, а орбитални период износи 2110,589 дана (5,778 година).
Апсолутна магнитуда астероида је 8,25 а геометријски албедо 0,060.
Астероид је откривен 10. јануара 1894. године.